# Província de Chishima
Chishima (千島国, Chishima no kuni) foi uma breve província do Japão criada na Era Meiji.  Originalmente continha as Ilhas Curilas ao norte de Kunashiri, e mais tarde incorporou Shikotan. Seu território original é atualmente ocupado pela Rússia, e seu território posterior foi renunciado no Tratado de San Francisco (ver Conflito das Ilhas Curilas).

## História
Depois de 1869, a ilha japonesa de Hokkaido era conhecido como; e subdivisões administrativas regionais foram identificados, incluindo Província Chishima.
- 1869: O Japão ocupou Kunashir.
- 15 de agosto de 1869: Chishima criada com 5 distritos.
- 1872: Censo aponta população de 437 habitantes
- Novembro de 1875: Prefeitura de Karafuto (Sakhalin) cedida à Rússia em troca das Ilhas Curilas no Tratado de São Petersburgo (1875).  Ilhas Curilas são divididas em 3 novos distritos
- Janeiro de 1885: Ilha de Shikotan transferida da Província de Nemuro.  Torna-se o Distrito de Shikotan.
- 1945:  A província soviética de Sakhalin é formada, incluindo o distrito de Kunashir.

## Distritos
- Kunashiri (国後郡) (ocupada e administrada pela Rússia, ver Conflito das Ilhas Curilas)
- Etorofu (択捉郡) (ocupada e administrada pela Rússia)
- Furebetsu (振別郡) (dissolvido em abril de 1923 quando suas vilas se fundiram a algumas ilhas do distrito de Shana e Etorofu ara formar a vila de Rubetsu em Etorofu)
- Shana (紗那郡) (ocupada e administrada pela Rússia)
- Shibetoro (蘂取郡) (ocupada e administrada pela Rússia)
- Shikotan (色丹郡) (separado do distrito de Hanasaki em 1885; atualmente ocupada e administrada pela Rússia)
- Uruppu (得撫郡) Adquirido no Tratado de São Petersburgo (1875), cedido no Tratado de San Francisco
- Shimushiro (新知郡) Adquirido no Tratado de São Petersburgo (1875), cedido no Tratado de San Francisco
- Shumushu (占守郡) Adquirido no Tratado de São Petersburgo (1875), cedido no Tratado de San Francisco